# HD 162826
HD 162826，又名BD+40 3225，SAO 47009、HR 6669，是一颗位于武仙座的恒星，位于銀經66.06，銀緯28.06，其B1900.0坐标为赤經17h 47m 59.1s，赤緯+40° 28.06′ 50″，距地球110光年。视星等为6.46，可用双筒望远镜或低倍望远镜参照相邻的天琴座織女一而观察到。 比太阳大15%，表面温度略高 。它没有已知的行星，目前天文學家已排除該恆星周圍熱木星存在的可能性，並認為距離較遠的與木星類似行星不太可能存在，但是類地行星卻可能存在。先前已有該恆星的光譜觀測紀錄。
HD 162826被天文學家認為幾乎可說是和太陽在同一個星際雲氣中同時形成，並且曾經和太陽在同一個星團內的恆星。

## 相關研究
2014年5月，美國德克薩斯州大學奧斯汀分校的天文學家宣布發現HD 162826「幾乎確定」是在45億年前和太陽在同一個恆星形成區形成的成千上萬個「兄弟姊妹」其中一個。這項結論是透過該恆星與太陽有相同化學成分而確定的，其中包含較稀少的元素鋇和钇；並且天文學家也透過確認並回推該恆星環繞銀河系中心的軌道而做出上述結論。藉著檢測稀少元素發現首顆和太陽同時期且同區域形成的恆星讓未來發現其他同類型恆星更加容易。然而，HD 162826可能是這類恆星中距離太陽最近的，這是因為如有其他更接近太陽的這類恆星，就可能會更早被確認。目前天文學家並不預期會有其他位於相對較近距離的這類恆星發現，而這項研究只對10萬顆恆星進行研究。而未來5到10年內盖亚任务將會收集約10億顆恆星資料。
領導該研究的研究人員伊萬·拉米瑞茲（Ivan Ramirez）透過德克薩斯州大學奧斯汀分校發表新聞稿以解釋發現HD 162826這顆和太陽幾乎同時同地誕生恆星的意義。拉米瑞茲表示「我們想要知道我們在哪裡誕生。如果我們能指出太陽在銀河系的哪個部分誕生，就可以對早期太陽系的狀態設下更多條件。這可以幫助我們了解為什麼我們在這裡」。他還表示，這類恆星周圍有生命存在的行星「機會不大，但並非0」；因為行星形成時的小天體多次撞擊，許多物質可能會從一個行星系統遷移到另一個。並且和太陽同時同地誕生恆星可能是尋找外星生命時的「關鍵候選者」。以此種方式傳遞的生命或生命前體分子也許需要在能屏蔽宇宙輻射數百萬年的物體中存在，像是在隕石撞擊產生的脫離行星引力的直徑一米以上碎塊內休眠的生命體，直到這塊新產生的隕石撞擊另一顆行星為止。這樣可能性不高的事件也許會從其他行星傳播生命到地球，反之亦然。
現在認為形成HD 162826和太陽的星團類型是疏散星團，因為這讓恆星隨時間推移而廣泛散佈。並且在疏散星團內的恆星之間距離不會過近，使恆星周圍岩屑盤中行星形成其間受到其他恆星重力擾動；但是恆星距離又不會過遠，使附近超新星產生的放射性元素無法散播到地球或其他行星。